# Slaget ved Brémule
Slaget ved Brémule blev udkæmpet i 1119 mellem styrker under Henrik 1. af England og Ludvig 6. af Frankrig. Henrik var tvunget til flere gange at forsvare sine besiddelser i Normandiet. I 1119 var Henrik den sejrende. Kampen blev udløst af et tilfældigt møde mellem franske og normanniske styrker, der patruljerede langs ikke nøjere fastlagte grænser mellem Vexin og Seinendalen. Slaget er første gang det franske krigsbanner oriflamme blev anvendt.